# DQ d'Hèrcules
̣
DQ d'Hèrcules (DQ Herculis o Nova Herculis 1934) va ser una nova lenta i brillant apareguda a la constel·lació d'Hèrcules el 1934. Va ser descoberta el 13 de desembre de 1934 per J. P. M. Prentice d'Stowmarket, Suffolk. Va aconseguir la lluentor màxima el 22 de desembre de 1934 amb una magnitud aparent de 1,5. La nova va romandre visible a ull nu durant diversos mesos.
DQ d'Hèrcules és el prototip d'una categoria d'estel variable cataclísmica anomenades polars intermèdies. D'acord a les observacions, es tracta d'un sistema binari eclipsant, compost per una nana blanca i una nana roja, amb un període orbital de sols 4 hores i 39 minuts que varia cada 71 segons, cosa que es correspon amb la rotació axial de la nana blanca, altament magnètica, i possiblement a causa de la presència d'un tercer cos.